# American Flyer
American Flyer è stato un supergruppo statunitense di folk rock.
Si formarono nel 1976 e pubblicarono due album di successo per l'etichetta United Artists prima di sciogliersi nel 1978. 
Piazzarono in classifica un pezzo minore, "Let Me Down Easy", che nel 1976 arrivò al numero 80 nella classifica americana Billboard Hot 100.

## Membri
- Craig Fuller (dei Pure Prairie League)
- Eric Kaz (dei  Blues Magoos)
- Steve Katz (dei  Blood, Sweat & Tears)
- Doug Yule (dei  Velvet Underground)

## Discografia
- American Flyer (United Artists, 1976) U.S. #87[3]
- Spirit of a Woman (United Artists, 1977) U.S. #171[3]

I dischi degli American Flyer furono prodotti da George Martin, noto principalmente per aver prodotto gli album dei Beatles.